# Булатова, Фания Даригатовна
Фания Даригатовна Булатова (17 августа 1928, д. Арметрахимово Стерлитамакского кантона БАССР (сейчас Ишимбайский район Республики Башкортостан) — 19 июня 1997, Уфа) — советский российский, профпатолог, преподаватель высшей школы. Доктор медицинских наук (1984), профессор (1987). Научная деятельность посвящена изучению воздействия низких концентраций промышленных токсикантов (ароматических углеводородов) на функции печени и желчевыводящих путей работников химической промышленности и нефтехимической промышленности и разработке эффективных мер профилактики.

## Образование
БГМИ (1952)

## Трудовая биография
После окончания БГМИ (1952) работала терапевтом в г. Ишимбае, с 1963 гл. врач клиники Уфимского НИИ гигиены и профзаболеваний (ныне — Уфимский НИИ медицины труда и экологии человека Минздрава РФ). С 1966 преподаватель БГМУ (в 1991—96 завкафедрой токсикологии, ирофпатологии, гигиены труда и окружающей среды). В сентябре 1974 г. на базе Уфимского НИИ гигиены и профзаболеваний организована кафедра гигиены труда и профзаболеваний, где первыми преподавателями стали и. о. зав. кафедрой к. м. н. Ф. Д. Булатова и ассистент А. Г. Заеров.
На кафедре госпитальной терапии Булатова стала одним из пионеров научного направления по изучению влияния продуктов сернистых нефтей на здоровье нефтедобытчиков и нефтепереработчиков
Преподавала на кафедре ИПО Скорой помощи, медицины катастроф с курсами термической травмы и трансфузиологии ИПО